# Blecktornsgränd

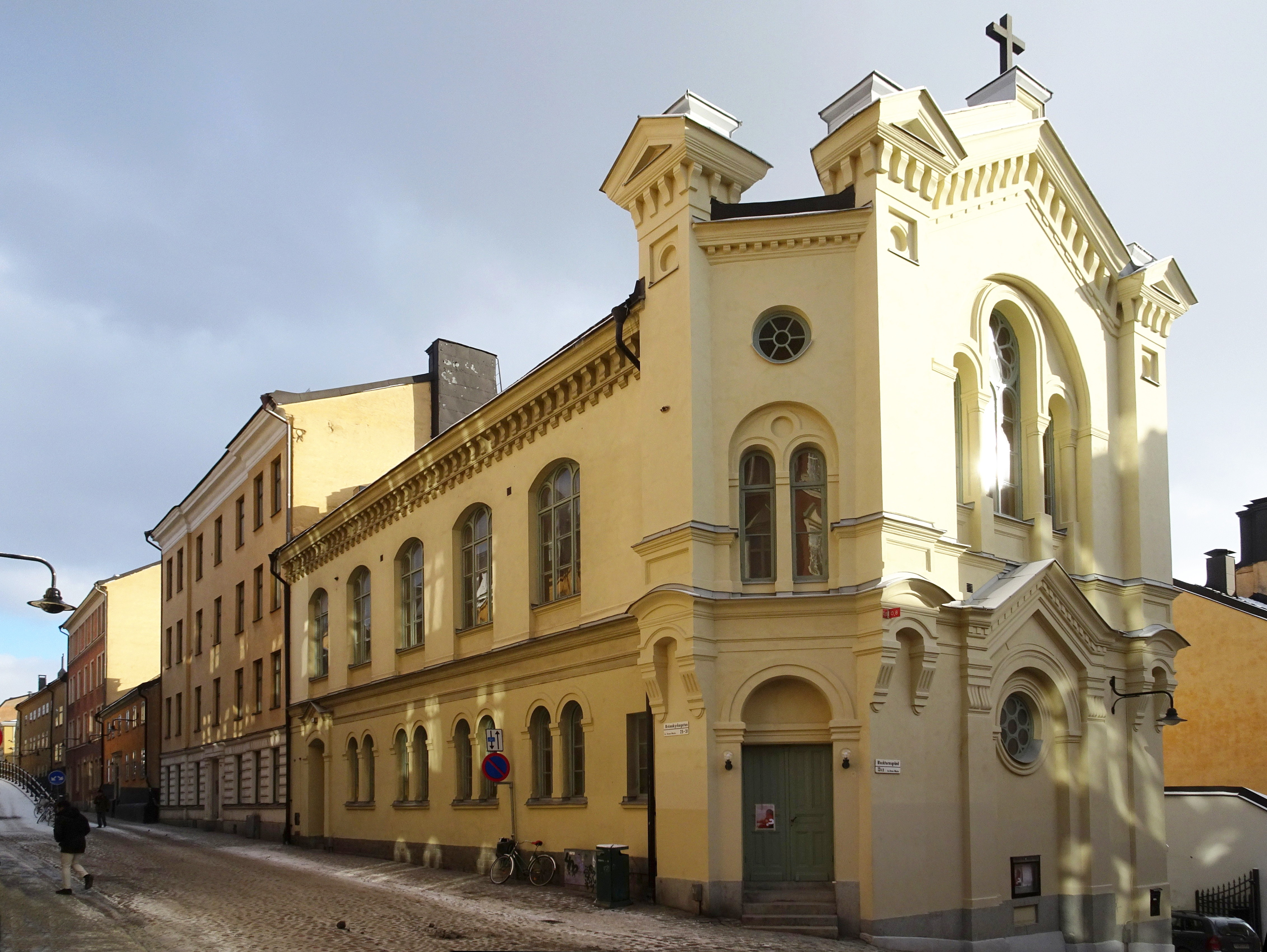
Söderhöjdskyrkan, Blecktornsgränd 13.

Blecktornsgränd är en gata på Södermalm i Stockholm. Gatans namn är känt sedan 1600-talet som ”Bläcktorns gränden”. 

## Beskrivning

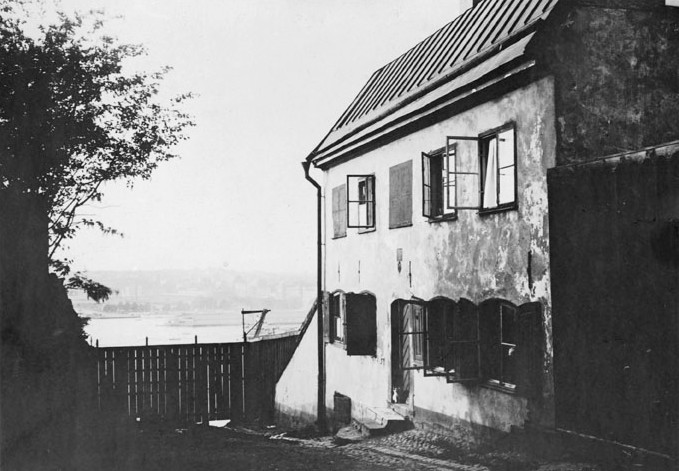
Blecktornsgränd 1, omkring 1900.

Blecktornsgränd sträcker sig på Mariaberget i nord-sydlig riktning mellan Monteliusvägen och Hornsgatan. Mellan Tavastgatan och Brännkyrkagatan består gatan av trappor. På Petrus Tillaeus karta från 1731 syns en tornliknande byggnad i hörnet nuvarande Brännkyrkagatan / Blecktornsgränd med texten ”Blectorn”. 
För namnets ursprung finns olika förklaringar. Enligt Björn Hasselblad (Stockholmskvarter) var det ett torn där man blekte tyger (se Stora Blecktornet), medan författarna till boken Stockholms gatunamn menar att Tillaeus’ skrivning ”Blectorn” bör uppfattas som felskrivning för ”Blecktorn” och möjligen syftar till ett torn med en taktäckning av bleck eller bleckplåt. År 1720 omtalas gatan som ”Lijktorns backen” som troligen anspelar på den branta och obekväma gatan. På 1600-talet klagades över att det var omöjligt att der med någon lass upkomma.
Det gulputsade stenhuset med adressen Blecktornsgränd 1 (fastigheten Stora Pryssan 2) är troligtvis uppfört under 1740-talet och är en av få byggnader som stod relativt oskadade efter Mariabranden 1759. Med sitt läge längst i norr på Blecktornsgränd syns huset långt över Riddarfjärden. Nedanför sträcker sig Monteliusvägen. Fastigheten ägs och förvaltas av kommunägda AB Stadsholmen och är blåmärkt av Stadsmuseet i Stockholm som innebär att det har "synnerligen höga kulturhistoriska värden".

Stenhuset Blecktornsgränd nr 1
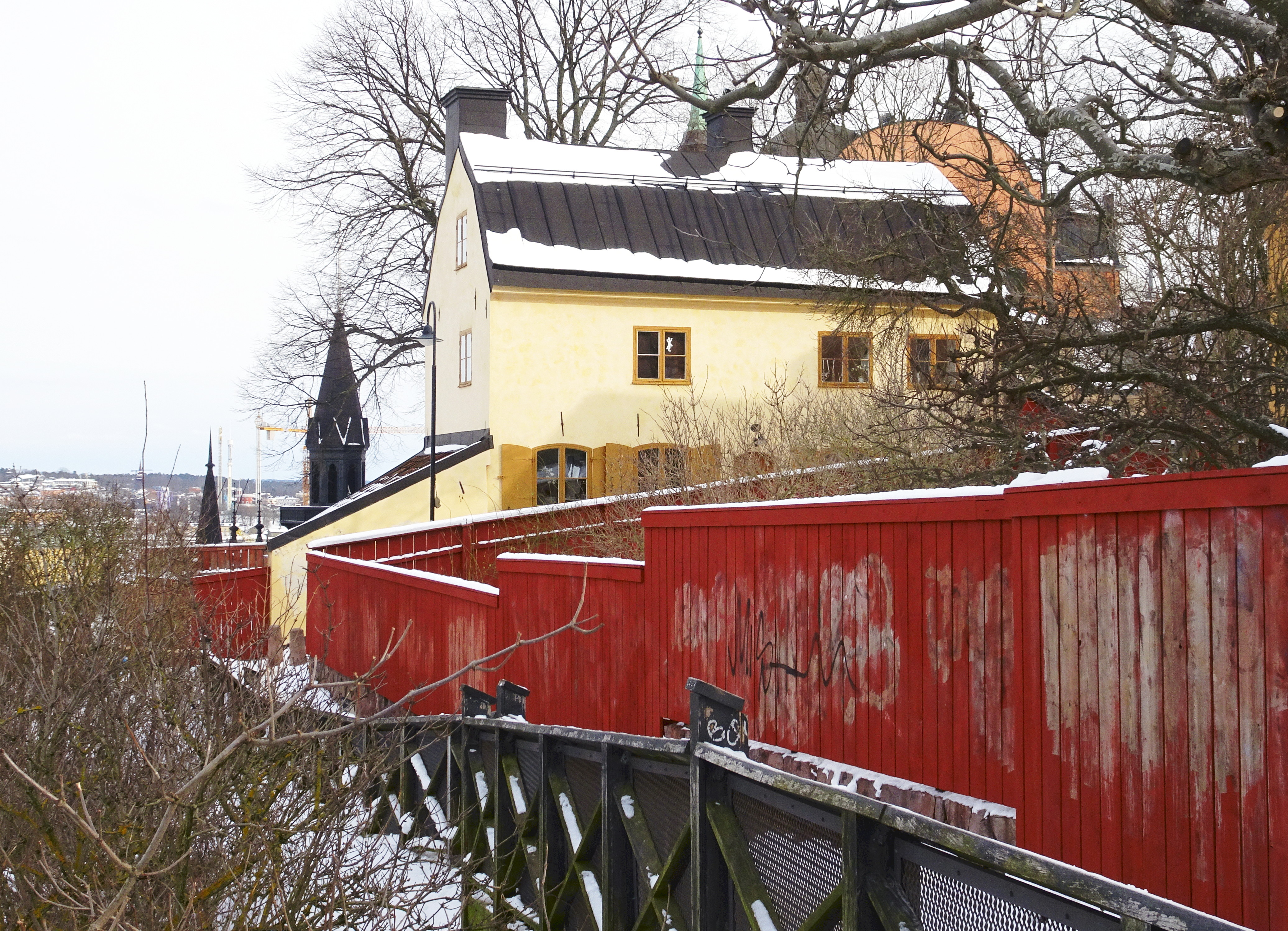
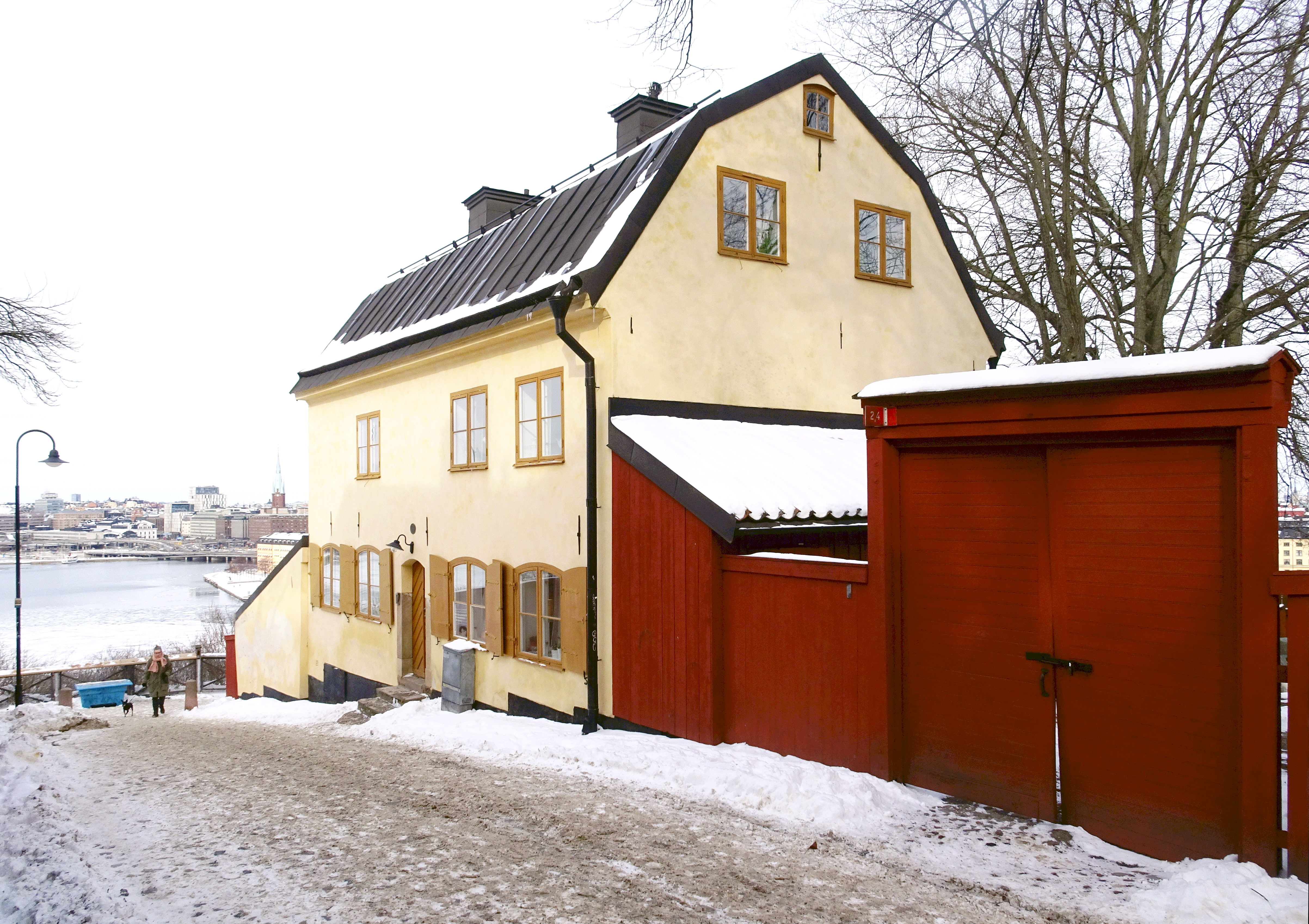
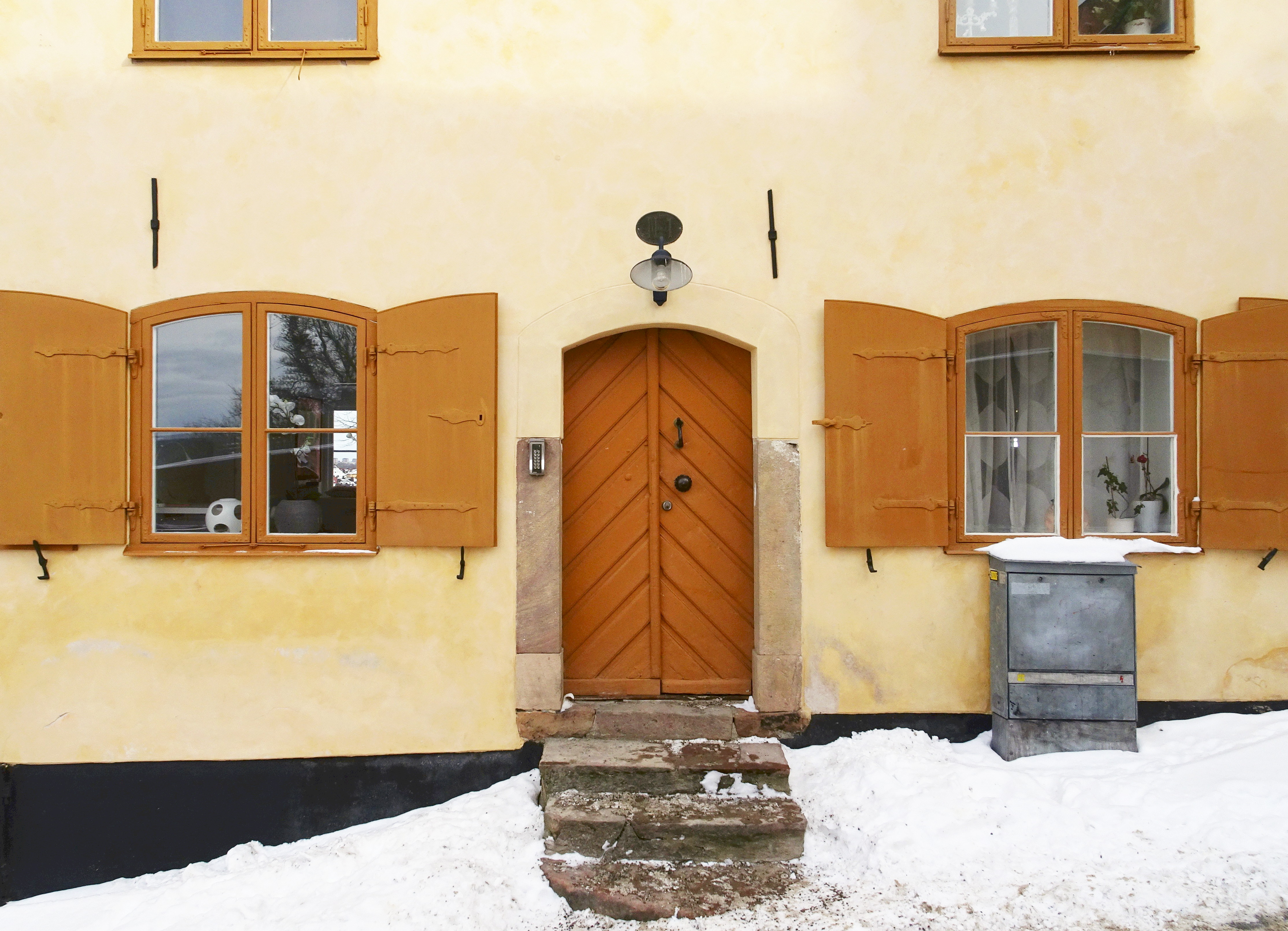
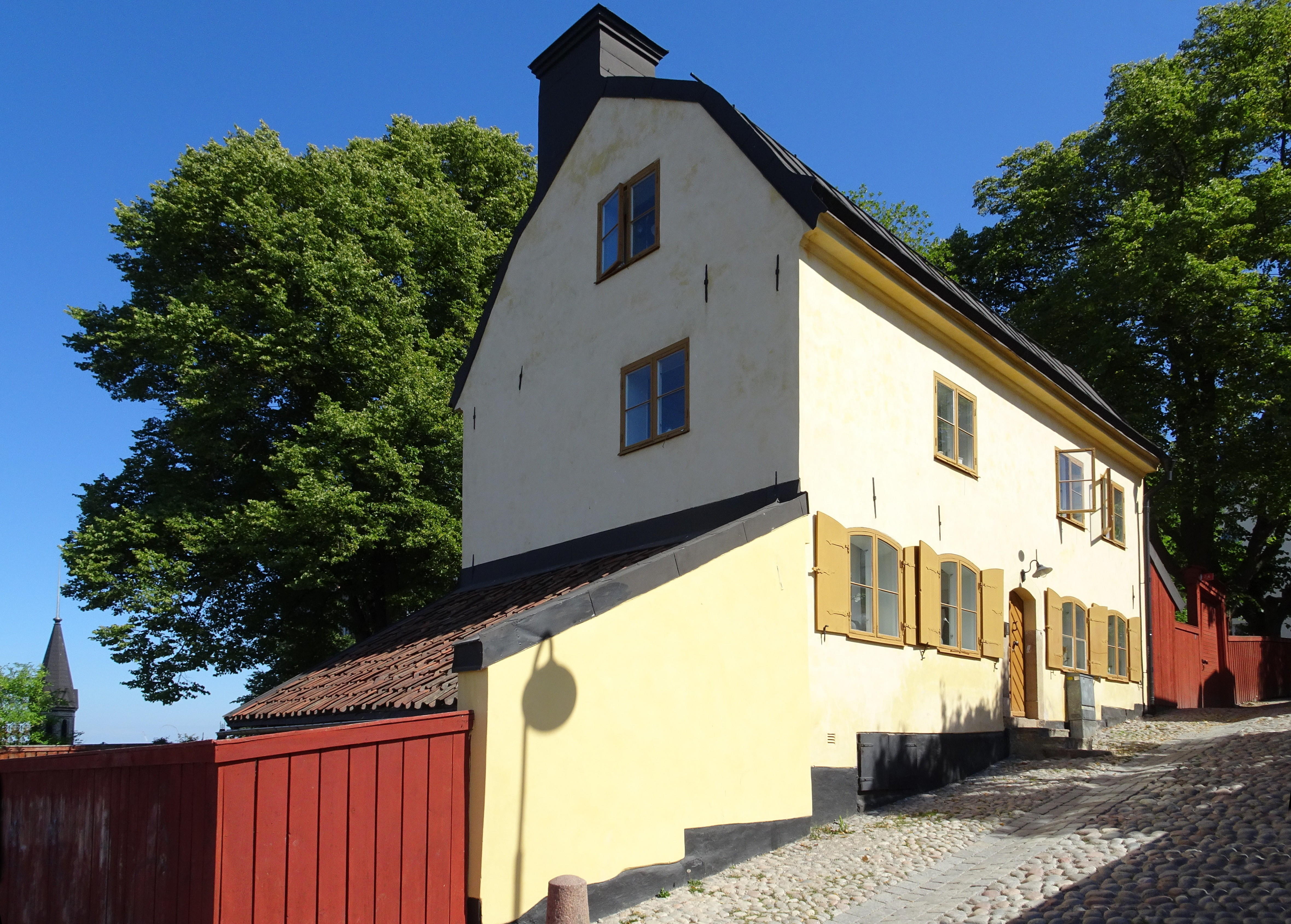

## Kända byggnader
- Blecktornsgränd 2, Stierngranatska gården
- Blecktornsgränd 3, Cederborgska villan
- Blecktornsgränd 13, Söderhöjdskyrkan